# Tibetská diaspora

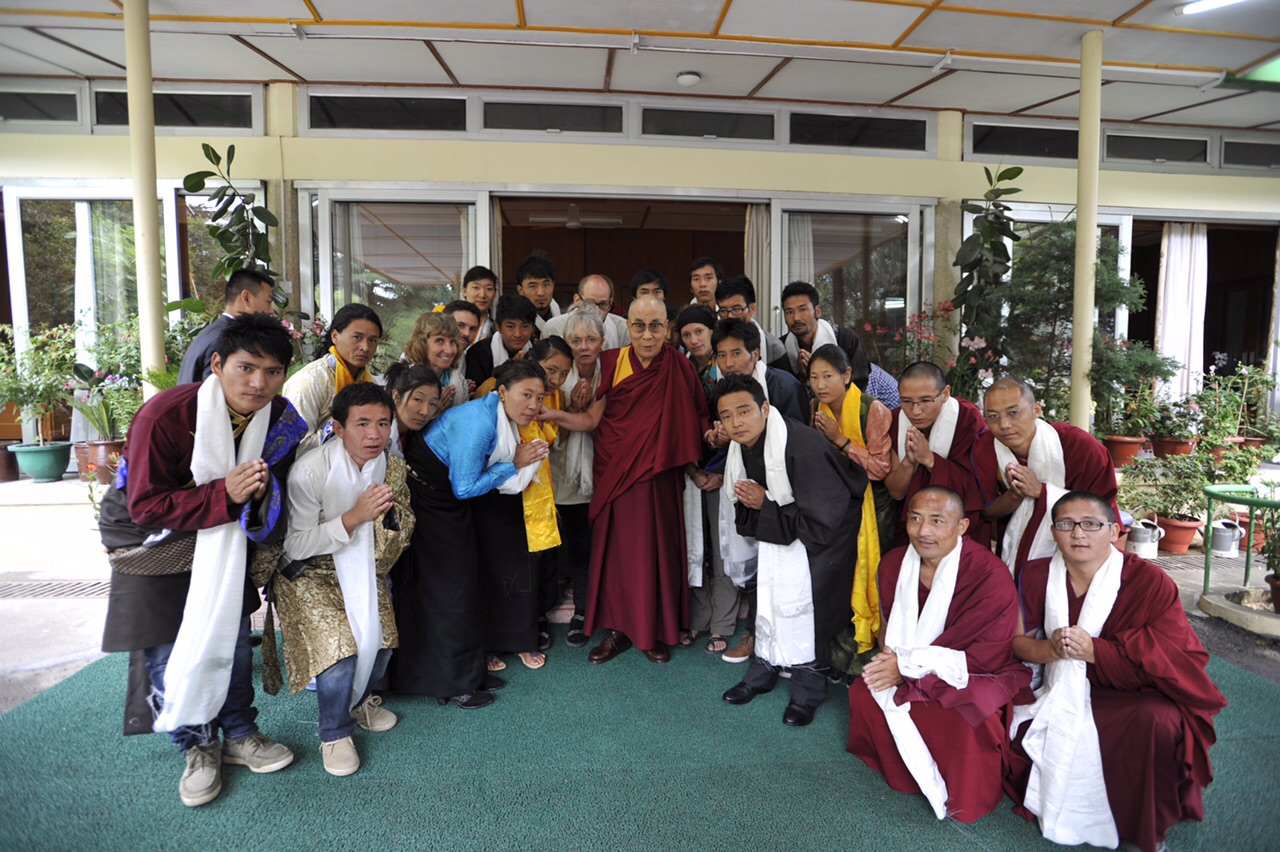
Dalajláma s absloventy kulturní školy Kunpan, Dharamsala, 2015

Tibetská diaspora je souhrnné označení pro Tibeťany, kteří žijí mimo historické území Tibetu.

## Historie
Tibetská emigrace měla tři vlny:

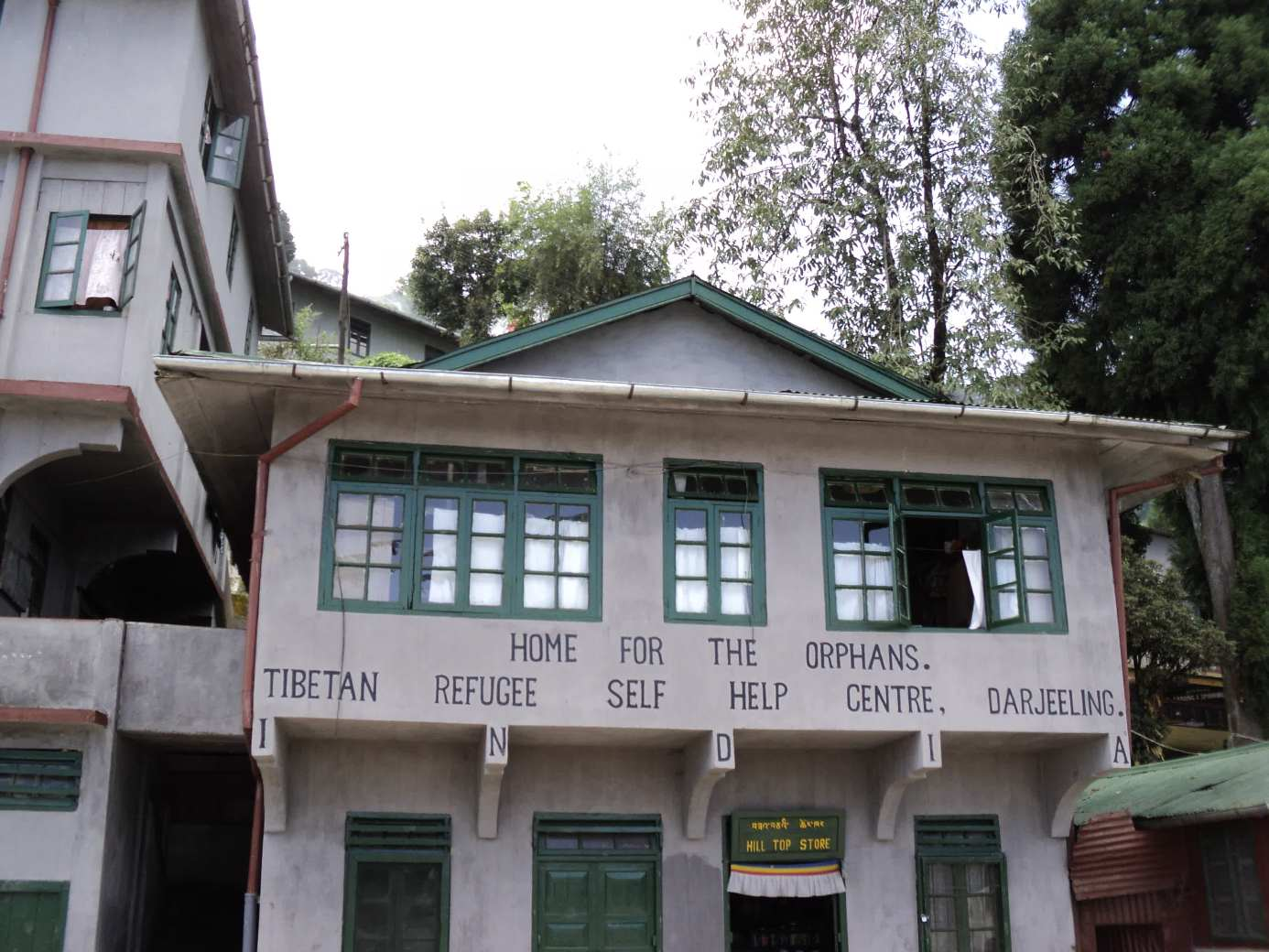
Centrum pro tibetské uprchlíky v Dárdžilingu

- První vlna probíhala od roku 1959, kdy po čínské invazi Tibet opustil duchovní vůdce 14. dalajláma a vydal se na cestu do Indie, kam ho následovalo až 80 000 tibetských občanů. K tomuto roku se také váže zakládání prvních tibetských exilových komunit a táborů.
- Druhá vlna Tibeťanů hledajících exil přichází s rokem 1979 a trvá až do 90. let, kdy Tibeťané opouštěli svou rodnou zemi v důsledku nesouhlasu s čínskou politikou a jejím působením na tibetský lid.
- Třetí vlna probíhá od roku 1990 až do současnosti.

## Současnost
Ústřední tibetská správa, která záležitosti diaspory zaštiťuje, eviduje více než 120 tisíc Tibeťanů v exilu (dle údajů z roku 2010). Drtivá většina z nich obývá osady na území Indie, Nepálu a Bhútánu, které spravuje exilová vláda prostřednictvím osadních úřadů.
| Země         | Tibetští obavytelé | Osadní úřady | Poslanců v exilovém parlamentu |
| ------------ | ------------------ | ------------ | ------------------------------ |
| Indie        | 94 203             | 36           | 30                             |
| Nepál        | 15 514             | 7            | 30                             |
| Bhútán       | 1 298              | 1            | 30                             |
| Ostatní země | 18 999             | 0            | 5                              |
| Celkem       | 128 014            | 44           | 35                             |